# Tubulipora mutsu
Tubulipora mutsu är en mossdjursart som beskrevs av Okada 1928. Tubulipora mutsu ingår i släktet Tubulipora och familjen Tubuliporidae. Inga underarter finns listade i Catalogue of Life.